# Bostadsförening
En bostadsförening är i Sverige ett bostadsföretag och en ekonomisk förening, tillika en boendeföreningsform som uppstod innan bostadsrättslagen introducerades (1930). Inga nya bostadsföreningar av denna typ får bildas.
Bostadsföreningar lyder under lagen om ekonomiska föreningar och föreningens stadgar, men inte automatiskt under bostadsrättslagen, om inte delar av lagen finns medtagna i dess stadgar. Om inte stadgarna föreskriver att dispyter skall i första hand lösas av hyresnämnden gäller att olika åsikter i uthyrningar, överlåtelser eller andra frågor skall lösas i domstol. Finns det i stadgarna en klausul om att tvister ska lösas i skiljenämnd gäller denna endast för vissa tvister. I skatterättsligt hänseende behandlas en bostadsförening på samma sätt som en bostadsrättsförening.
I en bostadsförening är man andelsägare eller innehar en andel i en bostadsförening – jämför bostadsrättshavare. Efter 1990 togs de flesta föreningars medlemsböcker bort, beviset att man innehade lägenheten, och lagen om skyldighet att föra lägenhetsregister introducerades. Medlemsboken innehöll ofta namn på innehavaren av lägenheten, samt föreningens stadgar och ordningsregler.
Upplåtelsetiden kan antingen vara begränsad eller obegränsad i tiden, vilket motsvarar hyresrätt respektive bostadsrätt. En andelsägare i en bostadsförening med begränsad upplåtelsetid kan inte pantsätta lägenheten. En andelsägare med obegränsad upplåtelsetid kan normalt pantsätta lägenheten, men banken vill ofta granska stadgarna innan lån beviljas. I den rättsliga litteraturen rekommenderas att bostadsföreningar ombildas till bostadsrättsföreningar, då frågan om pant är komplicerad.
Skillnaden mellan dessa båda former regleras delvis av övergångsbestämmelserna till bostadsrättslagen. Under första hälften av 1900-talet löd bostadsföreningar som hade (åtminstone en) lägenheter med begränsad upplåtelsetid under hyreslagen.
En bostadsförening är inte skyldig att ha en ekonomisk plan som bostadsrättsföreningar är tvungna att ha. Medlemskontot planerades dock i förväg genom en så kallad finansplan som visade hur mycket var och en skulle betala som medlemsavgift, dito kostnader (jämför övriga omkostnader) och – på senare tid[när?] – energikostnader för lägenhetsobjektet. Finansplan är idag en del av ekonomiska planen. Insatsen betalades då med cirka 10–20 % och resten fördelades över några decennier och utgjorde andelskapital (jämför insatser i eget kapital).
Efter 1971 års ändringar i bostadsrättslagen skulle bostadsrättsföreningar säkerställa fastighetens underhållsbehov med avsättningar till yttre underhållsfond, istället för att gå med positivt resultat och avsätta pengar till reservfond. Motsvarande gäller för bostadsföreningar.
Räkenskapsåret är vanligtvis samma som det normala kalenderåret och bostadsföreningar är, precis som övriga bostadsföretag, skyldiga att upprätta resultat- och balansräkning. I vissa fall, om nettotillgångarna överskrider en viss faktor gånger prisbasbeloppet, finns även skyldighet att redovisa finansräkning.
Lägenhetens årsavgift (även kallad månadsavgift om den aviseras varje månad) kan vara fördelad enligt:
- lägenhetens läge (till exempel ju högre upp desto dyrare avgift),
- per rumsenhet (m² eller m³),
- per antalet fönster,
- övriga värderingsgrunder,

eller en kombination av ovanstående.

## Bostadsföreningar i Sverige
22 april 2014 fanns det 350 registrerade bostadsföreningar i Sverige:
| Län                  | Registrerade |
| -------------------- | ------------ |
| Blekinge län         | 5            |
| Dalarnas län         | 0            |
| Gotlands län         | 0            |
| Gävleborgs län       | 0            |
| Hallands län         | 2            |
| Jämtlands län        | 1            |
| Jönköpings län       | 1            |
| Kalmar län           | 0            |
| Kronobergs län       | 0            |
| Norrbottens län      | 1            |
| Skåne län            | 61           |
| Stockholms län       | 198          |
| Södermanlands län    | 16           |
| Uppsala län          | 9            |
| Värmlands län        | 0            |
| Västerbottens län    | 1            |
| Västernorrlands län  | 2            |
| Västmanlands län     | 0            |
| Västra Götalands län | 46           |
| Örebro län           | 4            |
| Östergötlands län    | 15           |